# Gasthaus

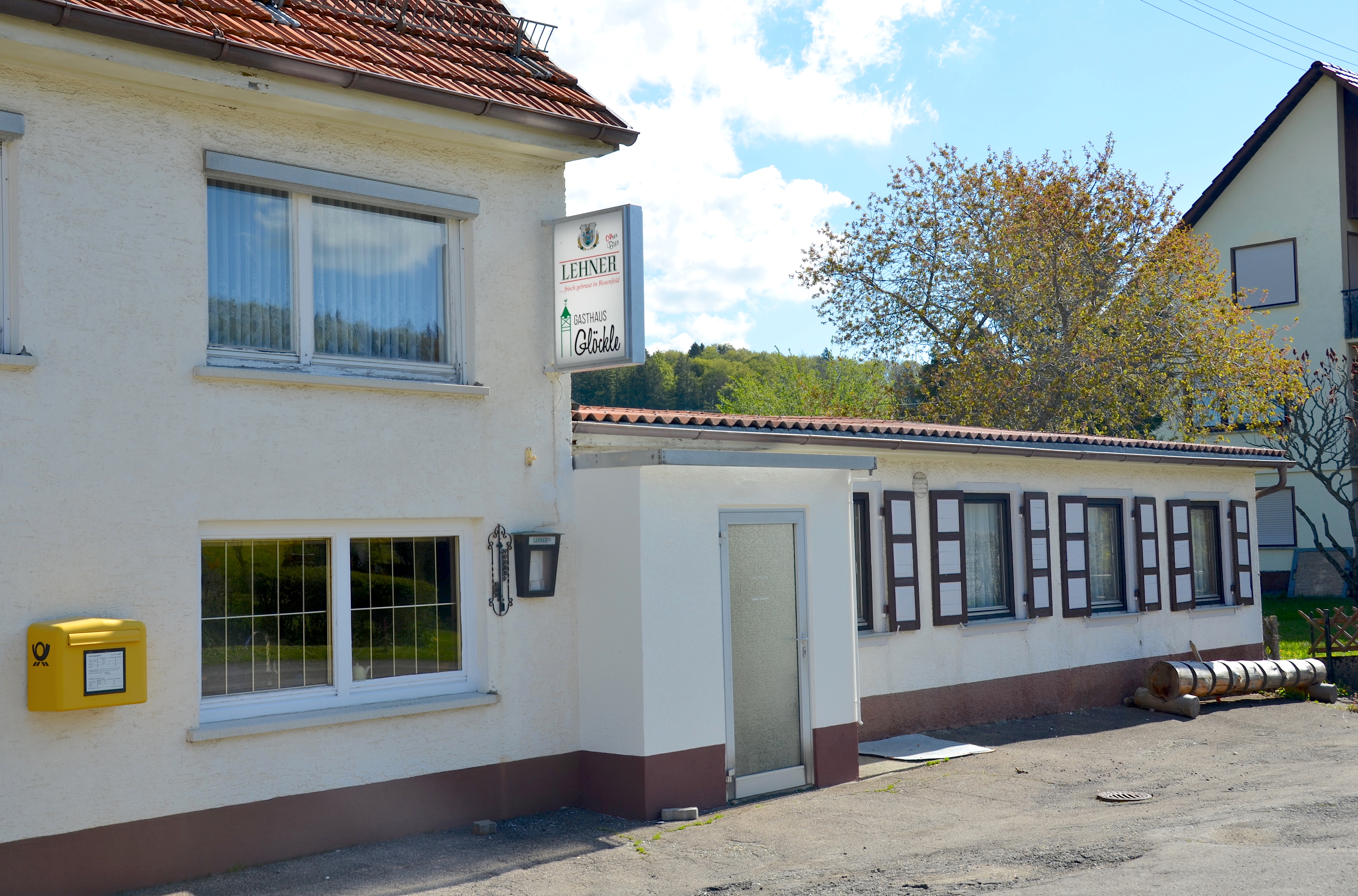
Das Gasthaus Glöckle aus den 1950ern in Geyerbad, mit typischem Anbau und Eingang in den Verpflegungsbereich

Gasthaus (ahd. Gasthus, auch Gaststätte) bezeichnet Gebäude, die im Unterschied zum Gasthof ursprünglich nur zur Bewirtung von Personen errichtet wurden. 
Dabei wird dieser Bautyp mit seiner einfacheren und geringeren Ausstattung vom Bautyp des Gasthofs und Hotels unterschieden, welch letztere sich ab dem Ende des 18. Jahrhunderts entwickelte.
Funktional sind manche der heutigen Gasthäuser aufgeteilt in einen öffentlich ausgerichteten Verpflegungsbereich und einen Beherbergungsbereich mit eher privatem Charakter. Dies lässt sich zumeist auch durch die Fassadengestaltung von außen ablesen. Nach Ernst Seidl sind sowohl die Fensteranordnung im Speisebereich und die Betonung des Eingangsbereiches als auch die Verwendung von Erkern oder Balkonen vor den Beherbergungsräumen charakteristisch.
Der Duden definiert den Begriff als ein Haus mit Gaststätte und Zimmern zur Beherbergung von Gästen.